# چوی جونگ هوان
چوی جونگ هوان (کره‌ای: 최종환؛ زادهٔ ۲۴ سپتامبر ۱۹۶۴) بازیگر اهل کره جنوبی است. چوی در مجموعه‌های تلویزیونی سرنوشت یک مبارز، دو دوست و یون گه سومون ایفای نقش کرده‌است.

## فیلم‌شناسی

### مجموعه‌های تلویزیونی
| سال       | عنوان                   | نقش                            |
| --------- | ----------------------- | ------------------------------ |
| ۲۰۰۱      | بانوان قصر              | پادشاه چونگ‌جونگ                |
| ۲۰۰۴      | کوه جنگل                | لی کیونگ سون                   |
| ۲۰۰۵      | اشک الماس               | مون یونگ                       |
| ۲۰۰۶      | یون گه‌سومون             | پادشاه یونگ نیو                |
| ۲۰۰۷      | پادشاه و من             | یون هو                         |
| ۲۰۰۹      | آیریس                   | یون کی هون                     |
| ۲۰۱۰      | جه‌جونگ‌وون               | پادشاه گوجونگ                  |
| ۲۰۱۱      | سرنوشت یک مبارز         | پادشاه مو                      |
| ۲۰۱۱      | افسانه دونگ‌یی           | جانگ مو یول                    |
| ۲۰۱۱      | دو دوست                 | دکتر کیم                       |
| ۲۰۱۱      | اگر فردا بیاید          | سو این هو                      |
| ۲۰۱۲      | 불후의 명작             | کیم هیون میونگ                 |
| ۲۰۱۳      | هفتمین عامل غیرنظامی    | اوه کوانگ جه                   |
| ۲۰۱۳      | هور جون داستان اصلی     | یانگ یه سو                     |
| ۲۰۱۴      | مامان                   | مدیر کیم                       |
| ۲۰۱۴      | تولد یک زیبا            | کیم جون چول                    |
| ۲۰۱۵      | جونگ میونگ              | شاهزاده ایم‌هه                  |
| ۲۰۱۵      | 더 에이스               | جو دوک هون                     |
| ۲۰۱۵      | گریهٔ یک زن              | کانگ جین هان                   |
| ۲۰۱۵      | شش اژدهای پرنده         | جو مین سو                      |
| ۲۰۱۷      | سایمدانگ، خاطرات درخشان | پادشاه جونگ‌جونگ / مین جونگ هاک |
| ۲۰۱۷      | دزد بد، دزد خوب         | یون جونگ ته                    |
| ۲۰۱۷      | پادشاه عاشق             | سونگ بانگ یونگ                 |
| ۲۰۱۸      | زمان                    | مدیرعامل چون                   |
| ۲۰۲۱–۲۰۲۲ | پادشاه اشک لی بانگ وون  | جونگ مونگ جو                   |